# Tyska kyrkan
Tyska kyrkan (De Duitse kerk) is een kerk in de oude stad, Gamla Stan, in Stockholm. De kerk staat in een wijk die al in de middeleeuwen het woongebied was van de Duitse bevolking van de stad. In de Hanzetijd was het een gildehuis voor Duitse kooplieden, maar in de 16e eeuw werd het omgebouwd tot kerk. Die werd ingewijd in 1672.
In 1878 vernietigde een brand de toren, die later door de Duitser Raschdorff weer werd opgebouwd. Tegenwoordig is het met 96 meter de hoogste toren van Gamla Stan.
Het interieur is in barokke stijl en heeft als opvallend onderdeel de koninklijke loge. Deze loge werd gebouwd om de Duitstalige leden van het koningshuis in de gelegenheid te stellen 'op stand' de vieringen bij te wonen.

## Afbeeldingen

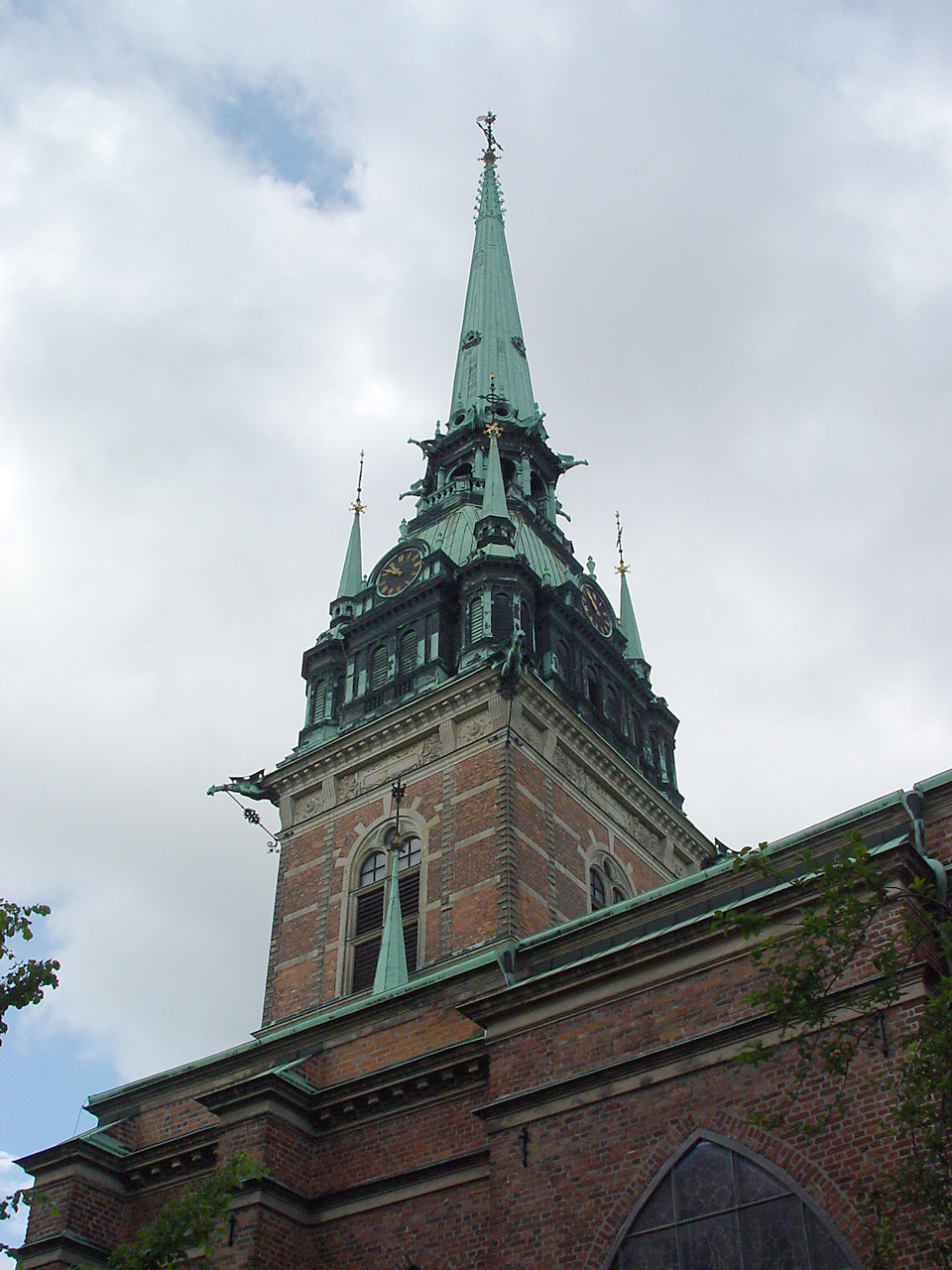
Kerktoren
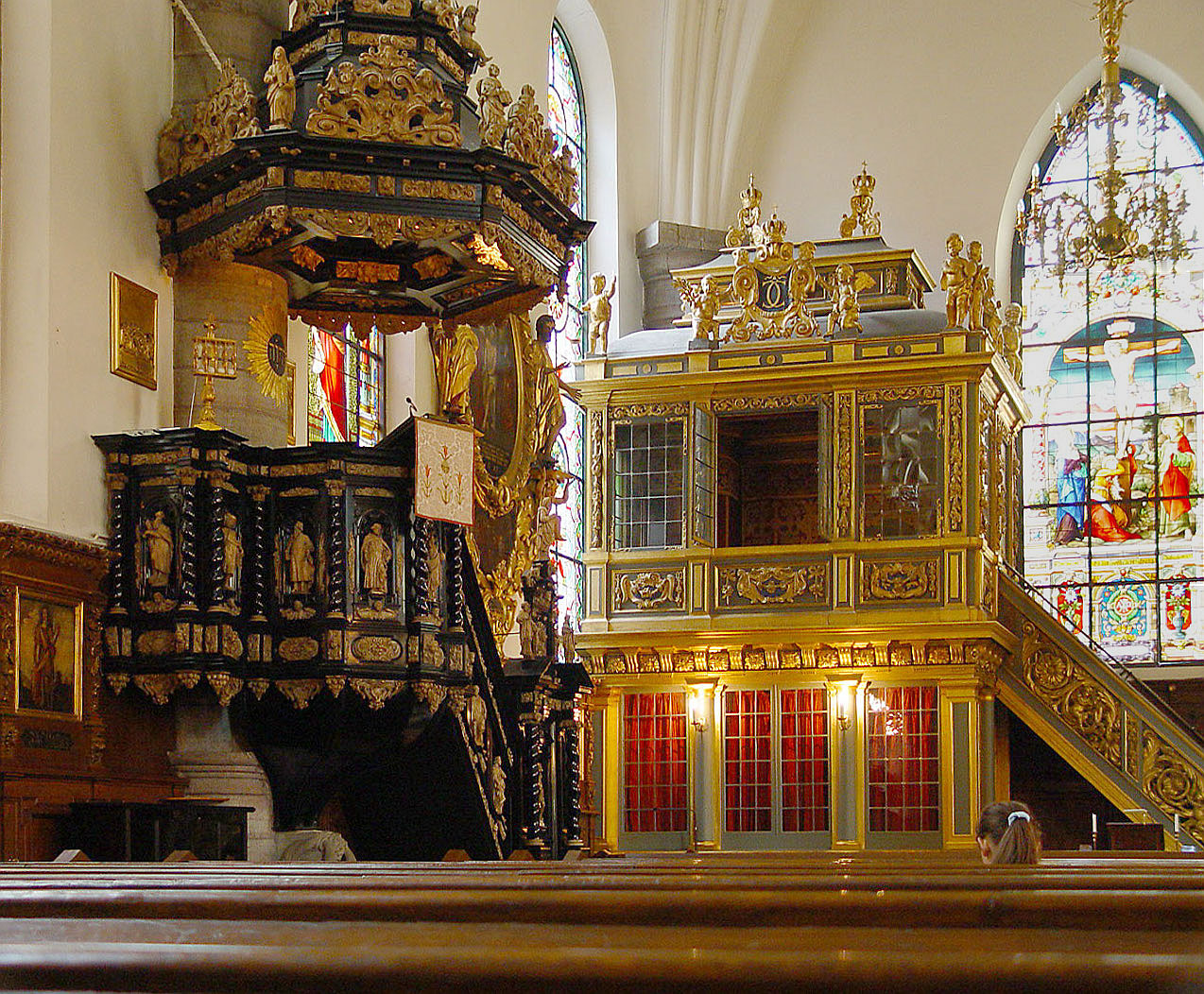
Preekstoel en koninklijke loge
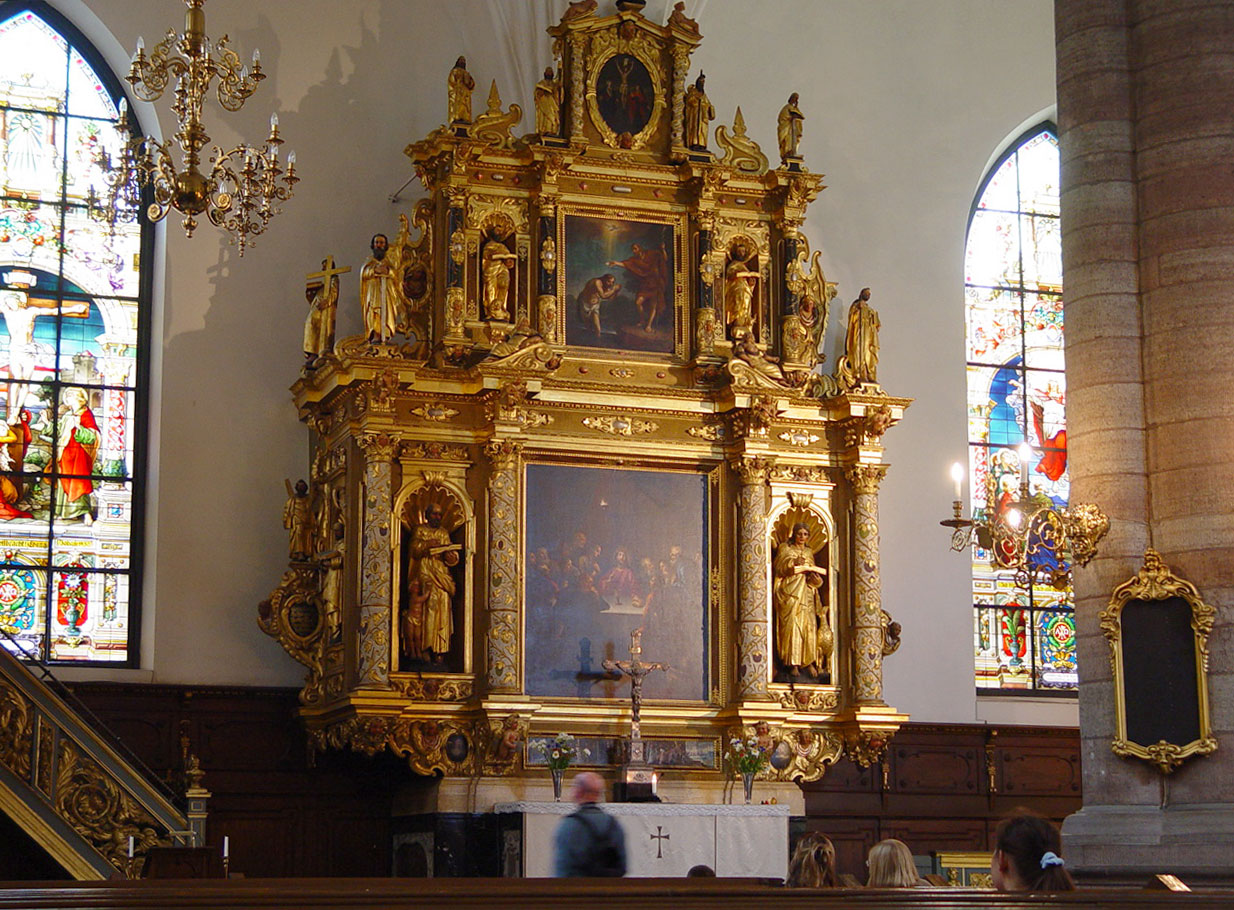
Altaar